# Ayamama (torrente)
Il torrente Ayamama (in turco Ayamama deresi) è un corso d'acqua situato nella parte europea di Istanbul, in Turchia. 

## Percorso
Il torrente ha origine da una sorgente nella parte orientale del distretto di Başakşehir. Attraversa i distretti di Bağcılar e Bahçelievler e riversa le sue acque nel Mar di Marmara entro i confini del distretto di Bakırköy.

## Origine del nome
Sull'origine del suo nome ci sono opinioni diverse. Secondo un'opinione, il nome deriva da San Mamete (in greco Άγιος Μάμας?), un santo greco-ortodosso; secondo un'altra, deriva da Άγία Μαμά (pr.: Aya Mama), che in greco significa 'Santa Madre', in riferimento a Maria, la madre di Gesù. Questo nome è stato conservato durante il periodo ottomano ed è passato in turco, e il corso d'acqua è ancora conosciuto oggi con questo nome.

## Storia
Fino al recente passato il torrente era circondato da fertili aree agricole. Aveva molti affluenti dalla sorgente fino a sfociare nel mare, ed era un'importante fonte d'acqua per i frutteti, gli orti e le fattorie che lo circondavano. C'erano molti ponti storici e ayazma ("Fontane sacre") storiche risalenti al periodo bizantino.  Dopo gli anni Cinquanta, intorno al torrente sono iniziate le costruzioni illegali a causa dell'intensa migrazione verso Istanbul. A causa di un'errata pianificazione urbanistica, intorno al torrente sono state costruite molte fabbriche e impianti industriali. A causa di questi stabilimenti, le acque del torrente sono state fortemente inquinate. Il letto del torrente è stato modificato dall'evoluzione dei villaggi circostanti e delle strutture illegali negli attuali quartieri, nonché dal passaggio delle due strade più importanti di Istanbul, la D100 e la TEM, attraverso la regione. Il letto del corso d'acqua è stato cosi' ristretto portandone la maggior parte di esso sottoterra.
Oggi il torrente, che attraversa i quartieri di İkitelli, Güneşli, Yenibosna e Ataköy, che sono fra i centri più importanti della zona occidentale di Istanbul, provoca spesso inondazioni a causa delle modifiche del suo letto. Queste inondazioni causano grandi perdite materiali. Nel 2009, tutti i quartieri intorno al torrente Ayamama, straripato a causa delle forti piogge, sono stati allagati; decine di persone sono state sorprese dalle acque dell'alluvione e hanno perso la vita. Nel 2020 il sindaco della IMM Ekrem İmamoğlu ha annunciato che la valle dell'Ayamama, la cui rinaturazione è stata avviata dalla Municipalità Metropolitana di Istanbul nel 2020, sarebbe stata trasformata in una area naturale. I lavori di costruzione sono iniziati nel maggio 2021.